# Theodorus Bailey (senator)
Theodorus Bailey, född 12 oktober 1758 i Dutchess County, New York, död 6 september 1828, var en amerikansk politiker.
Han deltog i nordamerikanska frihetskriget.
Han var ledamot av USA:s representanthus från New York 1793-1797, 1799-1801 och 1801-1803. Han var 1802 ledamot av New York State Assembly, underhuset i delstaten New Yorks lagstiftande församling. Han var ledamot av USA:s senat från mars 1803 till januari 1804. Han avgick från senaten för att tillträda som postmästare i New York.